# Морские рейнджеры с планеты Аквитар
Морские рейнджеры с планеты Аквитар (англ. Mighty Morphin Alien Rangers) — мини-сезон сериала «Могучие рейнджеры», как и в третьем сезоне, в качестве основы использовался восемнадцатый сезон японского телесериала «Super Sentai». «Отряд Ниндзя — Какурейнджеры», действия которого происходят сразу после окончания 3 сезона.

## Сюжет
После событий последней серии 3 сезона злодеи празднуют свою, как им казалось, окончательную победу. Однако Зордон и Альфа призывают на Землю других рейнджеров с полностью покрытой водой планеты Аквитар. Со значительными трудностями в виде недостатка воды, они отбивают все новые атаки Риты и Зедда. А рейнджеры Земли тем временем отправляются на поиски обломков Зео Кристалла, с помощью которого можно снять заклятье Короля Зола и вернуть всё на круги своя.

## Персонажи

### Рейнджеры Аквитара
- Орико — Красный Рейнджер Аквитара. Роль играет Кристофер Гленн.
- Коркус — Чёрный Рейнджер Аквитара. Роль играет Алан Палмер.
- Цестро — Синий Рейнджер Аквитара. Роль играет Карим Принц.
- Тайдеус — Жёлтый Рейнджер Аквитара. Роль играет Джим Грэй.
- Дельфина — Белый Рейнджер Аквитара. Капитан команды. Роль играет Райиа Бароуди.

### Могучие Рейнджеры
- Билли Крэнстон — Синий Рейнджер. Роль играет Дэвид Йост и Джастин Тимсит (ребёнок).
- Томас «Томми» Оливер — Белый Рейнджер. Роль играет Джейсон Дэвид Фрэнк и Майкл Р. Готто (ребёнок).
- Рокки Де Сантос — Красный Рейнджер. Роль играет Стивен Карденас и Майкл О’лэски II (ребёнок).
- Айша Кэмпбелл — Жёлтый Рейнджер. Роль играет Каран Эшли и Сисили Сьюэлл (ребёнок),
- Адам Парк — Чёрный Рейнджер. Роль играет Джонни Янг Бош и Мэттью Сакимото (ребёнок).
- Кэтрин «Кэт» Хиллард — Розовый Рейнджер. Роль играет Кэтрин Сазерленд и Джули Джордан (ребёнок).

### Союзники
- Зордон — Наставник рейнджеров, древний бестелесный мудрец, который заточен во временной воронке и общается только через специальный экран-трубу. Роль озвучивает Роберт Л. Манахан.
- Альфа 5 — Многофункциональный робот нового поколения, который является помощником Зордона и Рейнджеров в Командном Центре по вопросам техники и вооружения Рейнджеров. Роль озвучивает Ричардом Стивен Хорвиц.

### Антагонисты
- Лорд Зедд и Рита Репульса — Эти два главных злодея первого и второго сезонов в конце прошлого сезона поженились и теперь действуют против Рейнджеров совместно, используя свои мощные умения темных волшебников. Роль играют Карла Перес и Эдвин Нил, озвучивают Барбара Гудсон и Роберт Аксельрод.
- Рито Револьто — Младший брат Риты Репульсы, хотя он на неё нисколько не похож, собственно, он даже не является живым человеком, как Рита. Соответственно, его отцом является Король Зол, а Зедд приходится ему зятем. Роль играет Дэнни Уэйн Столлкап, озвучивает Боб Папенбрук.
- Голдар — Когда-то Голдар был гордостью армии Риты, а после он служил Лорду Зедду. Ныне Голдар практически потерял все свое влияние и славу, в течение сезона он опустился практически до уровня Рито, с которым постоянно спорит и ругается. Роль озвучивает Керриган Махан.
- Финстер, Бабу и Сквот — Среди прочих помощников главных злодеев этого сезона изменений не произошло, это по прежнему Скватт, Бабу и Финстер. Роль озвучивает Роберт Аксельрод (Финстер), Майкл Джон Сорич (Скват) и Колин Филлипс (Бабу).
- Король Зол — Один из величайших и самых старых злодеев Вселенной. Более 28 тысяч лет назад до основных событий, он завоевал Галактику М-51, и правил там до настоящего времени. Роль озвучивает Саймон Прескотт.
- Тенги — антропоморфные вороны. Происхождение их неизвестно, но было известно, что они являются одними из самых устрашающих боевых рас в Галактике.

### Прочие персонажи
- Балк, Скалл и Лейтенант Джереми Стоун — Изначальную историю Балка и Скалла можно узнать в первом сезоне. В нынешнем сезоне они наконец-то окончили школу и поступили на службу кадетами полиции Анджел Гроу. Роли играют Пол Шрайер (Балк), Джейсон Нарви (Скалл), Грегг Буллок (Лейтенант Стоун) и Коди Слэйтон (Балк ребёнок) и Росс Дж. Самья (Скалл ребёнок).
- Эрни — Владелец Молодёжного Центра Анджел Гроув и хороший приятель Рейнджеров. Роль играет Ричард Дженелл.

## Эпизоды
| № общий | № в сезоне | Название                                                                    | Режиссёр         | Автор сценария                  | Дата премьеры   |
| ------- | ---------- | --------------------------------------------------------------------------- | ---------------- | ------------------------------- | --------------- |
| 146     | 1          | «Морские рейнджеры с Аквитара, часть 1» «Alien Rangers of Aquitar, Part I»  | Вики Броно       | Шуки Леви и Шелл Даниэльсон     | 5 февраля 1996  |
| 147     | 2          | «Морские рейнджеры с Аквитара, часть 2» «Alien Rangers of Aquitar, Part II» | Вики Броно       | Шуки Леви и Шелл Даниэльсон     | 6 февраля 1996  |
| 148     | 3          | «Спасительный фонтан» «Climb Every Fountain»                                | Ларри Литтон     | Дуглас Слоун                    | 7 февраля 1996  |
| 149     | 4          | «Ловушка для инопланетян» «The Alien Trap»                                  | Ларри Литтон     | Стюарт Ст. Джон                 | 8 февраля 1996  |
| 150     | 5          | «Атака шестидесятого толстяка» «Attack of the 60' Bulk»                     | Пол Шрайер       | Жиль Вилер                      | 10 февраля 1996 |
| 151     | 6          | «Думаешь это вода?» «Water You Thinking?»                                   | Пол Шрайер       | Джеки Маршан                    | 12 февраля 1996 |
| 152     | 7          | «И пришёл паук» «Along Came a Spider»                                       | Роберт Рэдлер    | Базз Элден и Шарлотта Фуллертон | 13 февраля 1996 |
| 153     | 8          | «Зёрна зла» «Sowing the Seas of Evil»                                       | Роберт Рэдлер    | Стюарт Ст. Джон                 | 14 февраля 1996 |
| 154     | 9          | «Новый враг, часть 1» «Hogday Afternoon, Part I»                            | Айзек Флорентайн | Шуки Леви и Шелл Даниэльсон     | 15 февраля 1996 |
| 155     | 10         | «Новый враг, часть 2» «Hogday Afternoon, Part II»                           | Айзек Флорентайн | Шуки Леви и Шелл Даниэльсон     | 17 февраля 1996 |